# Alejandro Moreno
Alejandro Enrique Moreno Riera, plus couramment appelé Alejandro Moreno, est un footballeur international vénézuélien né le 8 juillet 1979 à Barquisimeto (Venezuela), qui évoluait au poste d'attaquant.

## Biographie

### International
Le 19 février 2004, il participe à sa première sélection en équipe du Venezuela, lors du match Venezuela - Australie à l'Estadio Olímpico (1-1). Il entre à la 47e minute à la place de Ruberth Morán.

### Buts en sélection
| Buts en sélection d'Alejandro Moreno | Buts en sélection d'Alejandro Moreno | Buts en sélection d'Alejandro Moreno                        | Buts en sélection d'Alejandro Moreno | Buts en sélection d'Alejandro Moreno | Buts en sélection d'Alejandro Moreno | Buts en sélection d'Alejandro Moreno |
|                                      | Date                                 | Lieu                                                        | Adversaire                           | Score                                | Résultat                             | Compétition                          |
| ------------------------------------ | ------------------------------------ | ----------------------------------------------------------- | ------------------------------------ | ------------------------------------ | ------------------------------------ | ------------------------------------ |
| 1.                                   | 20 août 2008                         | Estadio José Antonio Anzoátegui, Puerto La Cruz (Venezuela) | Syrie                                | 4-0                                  | 4-1                                  | Match amical                         |
| 2.                                   | 15 octobre 2008                      | Estadio José Antonio Anzoátegui, Puerto La Cruz (Venezuela) | Équateur                             | 2-1                                  | 3-1                                  | QCM 2010                             |
| 3.                                   | 25 mars 2011                         | Catherine Hall Stadium, Montego Bay (Jamaïque)              | Jamaïque                             | 2-0                                  | 2-0                                  | Match amical                         |

NB : Les scores sont affichés sans tenir compte du sens conventionnel en cas de match à l'extérieur (Venezuela-adversaire)

## Palmarès

### Collectif
- Avec Los Angeles Galaxy :
  - Champion de la Major League Soccer en 2002.

- Avec Houston Dynamo :
  - Champion de la Major League Soccer en 2006.

- Avec Columbus Crew :
  - Champion de la Major League Soccer en 2008.
  - Vainqueur de la MLS Supporters' Shield en 2008 et 2009.